# 홀한주도독부
홀한주도독부(忽汗州都督府)는 당나라가 주변국에 설치했었던 기관 제도이다.

## 개요
698년에 고구려의 장수였던 고왕이 쑹화강(송화강) 근처 동모산에 도읍하여 진을 건국하였다. 705년 무측천이
선위하고 당 중종 이현이 복위한 후 발해에 사신을 보내왔다. 713년에 당 현종 이융기가 발해에 사신을 다시 보내와 발해에 건국을 사실상 인정하였으며, 고왕을 좌효위대장군 발해군왕 홀한주도독(忽汗州都督)에, 무왕을 계루군왕에 각각 명목상 책봉하였다.

## 같이 보기
- 발해 고왕
- 발해 무왕